# Лакапины

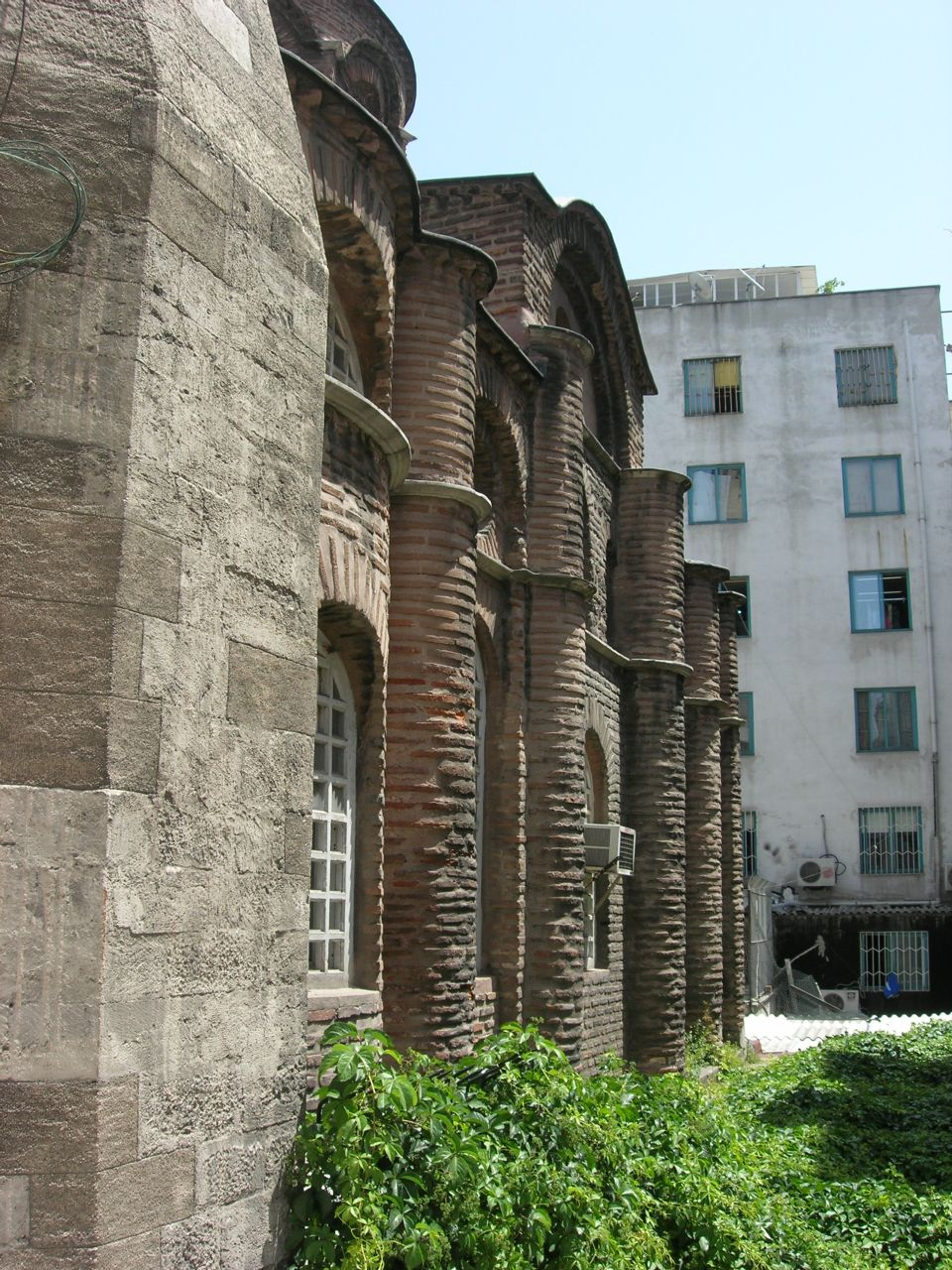
Семейная усыпальница Лакапинов — Мирелейон в Константинополе.

Лакапи́ны или Лекапены — армянская династия в Византии, впервые выдвинувшаяся в лице Феофилакта Авастакта, спасшего в бою с сарацинами жизнь императора Василия I.

## Происхождение
Название рода происходит от географической местности Лакапа, расположенной вблизи Мелитены. Основателем династии был Феофилакт Авастакт, спасший жизнь императору Василию I Македонянину. Его обычно считают крестьянином, однако по мнению Я. Л. ван Дитена он принадлежал к знати. Его сын достиг императорского престола под именем Романа I. Его дочь Елена была выдана за императора Константина VII, сын Феофилакт в шестнадцать лет был назначен константинопольским патриархом, а внучка Мария выдана за царя Петра Болгарского. Свержение постаревшего Романа сыновьями (944) привело к уходу рода с политической сцены, за исключением Феофилакта (остававшегося патриархом до 956 года) и побочного сына евнуха Василия.

## Краткая поколенная роспись рода
Феофилакт Авастакт — основатель династии
1. Роман I Лакапин (ок. 870 — 948) — византийский император (920—944)
  1. Елена Лакапина (кон. IX века/нач. X века — 961) — жена императора Константина VII
  2. Христофор Лакапин (кон. IX века/нач. X века — 931) — византийский император (921—931), соправитель Романа I
    1. Мария (Ирина) Лакапина — жена болгарского царя Петра I
    2. Роман Лакапин — византийский кесарь (927—945), формальный соправитель Романа I и Константина VII
    3. Михаил Лакапин — византийский кесарь (931—945), формальный соправитель Романа I и Константина VII

  3. Агата Лакапина — жена Романа Аргира[англ.] (и, таким образом, бабка императора Романа III)
  4. Стефан Лакапин — византийский император (924—945), соправитель Романа I и Константина VII
  5. Константин Лакапин — византийский император (924—945), соправитель Романа I и Константина VII
    1. Роман[3]

  6. Феофилакт (? — 956) — патриарх Константинопольский (933—956)
  7. дочь
  8. дочь — жена Романа Саронита
  9. Василий Лакапин — фактический правитель Византии в 945—985 годах (с перерывами), незаконный сын Романа I